# 1857 w polityce

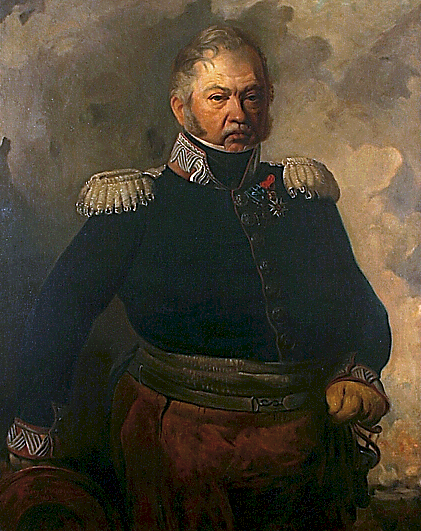
Józef Dwernicki

Wydarzenia polityczne w 1857 roku.

## Wydarzenia
- 4 marca James Buchanan został zaprzysiężony na urząd prezydenta Stanów Zjednoczonych[1].

## Urodzili się
- 5 kwietnia Aleksander I Battenberg, książę Bułgarii[2].
- 28 listopada Alfons XII Burbon, król Hiszpanii[3].

## Zmarli
- 2 stycznia Henrietta Nassau-Weilburg, księżna Wirtembergii[4].
- 30 kwietnia Maria Hanowerska, brytyjska księżniczka, córka króla Jerzego III Hanowerskiego[5].
- 23 listopada Józef Dwernicki, polski generał[6].
- 25 listopada James Birney, amerykański polityk, dwukrotny kandydat na prezydenta[7].